# Kodeks 0152
Kodeks 0152 (Gregory-Aland no. 0152) – talizman z tekstem greckiego Nowego Testamentu, datowany na IV wiek.

## Opis
Talizman zawiera niewielki fragment tekstu Ewangelii Mateusza 16,9-13. Tekst pisany jest w ośmiu linijkach, oryginalny talizman zawierał 18 liter w linijce.
Caspar René Gregory podzielił rękopisy na cztery grupy, papirusy, uncjały, minuskuły i lekcjonarze. 0152 zaliczył do uncjałów.  Eberhard Nestle wyodrębnił osobną grupę talizmanów, na której niniejszy uzyskał numer 1. Obecnie znamy 10 talizmanów Nowego Testamentu.
Kurt Aland nie zaklasyfikował go do żadnej kategorii.
Talizman datowany jest na IV wiek.
Rękopis jest przechowywany w Muzeum Narodowym w Atenach.